# Velour

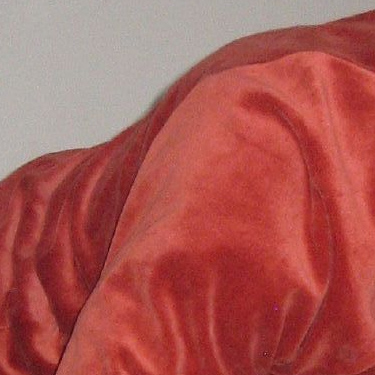
Velour

Velour è un termine che indica un tessuto dalla superficie pelosa, simile al velluto.
Un tempo indicava un tessuto di lana, cardato, pesante, con pelo soffice, fitto e corto, ottenuto con garzatura e cimatura. Oggi indica un peluche realizzato a maglia. Di solito è fatto di cotone, ma può anche essere fatto con materiali sintetici come il poliestere. Il Velour viene utilizzato in una vasta gamma di applicazioni, tra cui abbigliamento e arredamento.